# Lysimachia perfoliata
Lysimachia perfoliata är en viveväxtart som beskrevs av Hand.-mazz. Lysimachia perfoliata ingår i släktet lysingar, och familjen viveväxter. Inga underarter finns listade i Catalogue of Life.